# Margarida de Iorque (1472–1472)
Margarida de Iorque (em inglês:  Margaret; Castelo de Windsor, 10 de abril de 1472 – 11 de dezembro de 1472) foi uma princesa de Inglaterra como filha do rei Eduardo IV de Inglaterra e de Isabel Woodville.

## Vida
Margarida nasceu em 10 de abril de 1472, e morreu de causas naturais, com apenas oito meses de idade, em 11 de dezembro de 1472. Foi enterrada na Abadia de Westminster.
Compartilhava o seu nome com a tia paterna, Margarida de Iorque, duquesa da Borgonha.